# Giovanni Battista Salvi

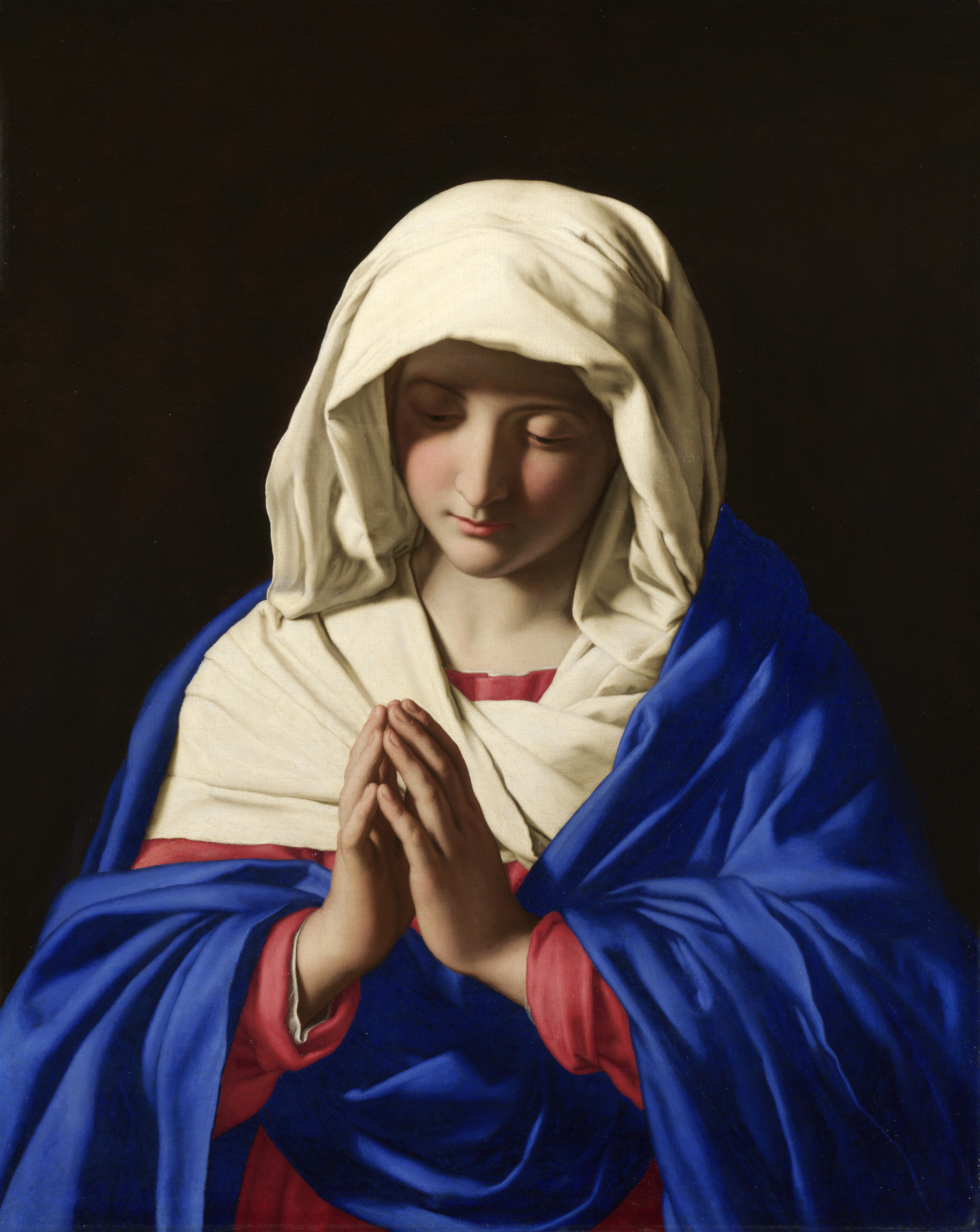
Verge Maria (1640-1650). National Gallery of London

Giovanni Battista Salvi, també conegut com a Sassoferrato (Sassoferrato, 25 d'agost de 1609 - 8 d'agost de 1685) va ser un pintor barroc italià. Sovint se li refereix només pel poble del seu lloc de naixement, com era costum en el seu temps, per exemple, vist amb Leonardo da Vinci i Caravaggio.

## Biografia
Els detalls de la biografia de Giovanni Battista Salvi són molt escassos. Va néixer en el petit poble de Sassoferrato a la regió de Marche d'Itàlia central, a mig camí entre Roma i Florència, a l'oest dels Apenins.
Sassoferrato va ser aprenent del seu pare, el pintor Tarquini Salvi, fragments dels treballs de Tarquini són encara visibles a l'església de Sant Francesc de Sassoferrato. La resta de la formació de Giovanni és indocumentada, però es creu que va treballar en el marc del bolonyès Domenichino, un aprenent principal d'Annibale Carracci. Dos deixebles de Carracci, Francesco Albani i Guido Reni també va influir en Sassoferrato. En opinió de Francis Russell, Reni va ser el mentor i Domenichino va ser el seu mestre. Les seves pintures també mostren la influència d'Albrecht Dürer, Guercino, i sobretot de Rafael. Sembla que també va estar influenciat per Pierre Mignard, a qui s'ha datat a Roma en la dècada de 1630.
Existeixen poques comissions públiques per Sassoferrato, i, com Carlo Dolci sembla que s'han concentrat en la producció de múltiples còpies de diversos estils d'imatges devocionals per a clients particulars, una demanda impulsada per la Contrareforma de l'Església Catòlica. A part de moltes de les seves obres més petites, les seves pintures s'inclouen algunes en el convent benedictí de Sant Pietro in Perugia (1630) i l'imponent retaule de Santa Sabina, a Roma, representant a la Verge del Roser (1643). El 1683, el Cardenal Chigi va presentar un autorretrat de Sassoferrato a Cosme III de Mèdici. Va morir el 1685.

## Obra
La seva obra es va començar a considerar durant la primera meitat del segle xix. Es creia que els seus quadres eren d'algun contemporani de l'escola de Rafael.
A finals del segle xx hi va haver un ressorgiment de l'interès en la pintura del barroc italià arcaïtzant, amb Guido Reni a l'avantguarda en la generació d'un augment de l'interès també en l'obra de Sassoferrato.
El 2006 hi havia més de tres-centes obres de Sassoferrato en diferents espais d'exposició pública a tot el món, incloent gairebé tots els seus dibuixos existents a la Col·lecció Reial Britànica al Castell de Windsor. Al Museu Nacional d'Art de Catalunya es pot trobar un dibuix seu, Estudi per a una mitja figura de monjo, provinent de la col·lecció de dibuixos i gravats de Raimon Casellas.